# Cipocereus pleurocarpus
Cipocereus pleurocarpus es una especie de planta suculenta perteneciente al género Cipocereus, dentro de la familia Cactaceae. Es endémica del sudeste de Brasil.

## Descripción

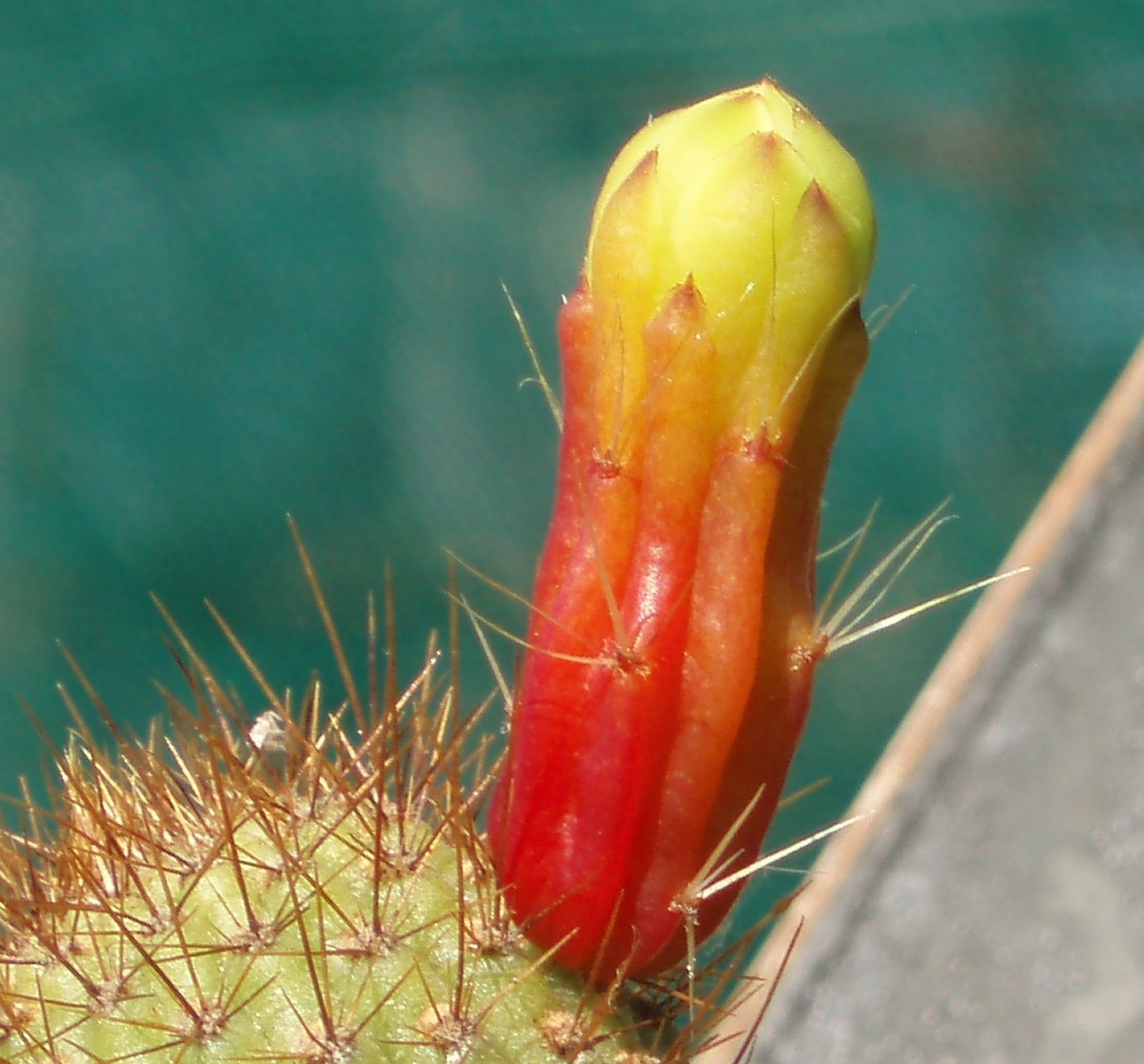
Detalle de la flor

Cipocereus pleurocarpus es una especie de cactus que crece como un arbusto, con tallos verdes grisáceos, columnares y ramificados.  
Presenta de 8 a 18 costillas redondeadas en las que se asientan areolas fuertemente armadas. De ellas emergen espinas marrones en las que no se distinguen ninguna espina central. 
Las flores son nocturnas y de color rojo y amarillo. Miden hasta 5 cm de largo y 3 cm de diámetro. Los frutos aparecen lateralmente en los tallos, son esféricos cuando están maduros y miden más de 3 cm.

## Distribución y hábitat
El área de distribución nativa de esta especie es el sudeste de Brasil (concretamente el estado de Minas Gerais) y crece principalmente en el bioma tropical estacionalmente seco.

## Taxonomía
Cipocereus pleurocarpus fue descrita por el botánico alemán Friedrich Ritter y publicada por primera vez en el libro Kakteen in Südamerika 1: 54 en 1979.
Etimología
- Cipocereus: nombre genérico que deriva de la combinación de las palabras cipo (que hace referencia a la Sierra del Cipó en el estado brasileño de Minas Gerais, lugar donde se ubica una de la especies) y la palabra latina cereus (que se traduce como 'vela' o 'cirio'), haciendo alusión a su forma alargada perfectamente recta.[3]
- pleurocarpus: epíteto específico que deriva de las palabras griegas pleuron  (que significa 'costilla') y karpos (que significa 'fruto'), haciendo referencia a los frutos acanalados de esta especie.[4]

## Estado de conservación
En la Lista Roja de Especies Amenazadas de la UICN, la especie está clasificada como de “Preocupación Menor (LC)”.

## Usos
Se cultiva principalmente como planta ornamental y su propagación se realiza a través de esquejes o semillas.